# Nemopterella pilosa
Nemopterella pilosa là một loài côn trùng trong họ Nemopteridae thuộc bộ Neuroptera. Loài này được Tjeder miêu tả năm 1967.